# Ralph Eggleston
Pour les articles homonymes, voir Eggleston (homonymie).
Ralph Eggleston (né le 18 octobre 1965 à Lake Charles en Louisiane et mort le 28 août 2022) est un animateur, directeur artistique, scénariste, chef décorateur, réalisateur et doubleur américain. 

## Biographie
Ralph Eggleston a rejoint en 1992 l'équipe du film Toy Story. Pour son travail au sein de cette équipe, il a remporté un Annie Award pour la meilleure direction artistique. Il a aussi réalisé le court-métrage oscarisé Drôles d'oiseaux sur une ligne à haute tension.
Eggleston est né le 18 octobre 1965 à Lake Charles, en Louisiane. Il a fait ses études à la California Institute of the Arts. Avant d'entrer aux studios Pixar, il a travaillé pour Warner Bros. et Amblin Entertainment. Il a également servi de directeur artistique pour le film d'animation Les Aventures de Zak et Crysta dans la forêt tropicale de FernGully (FernGully: the Last Rainforest).
En 1993, il rejoint Pixar et travaille sur des films comme Toy Story, Monstres et Cie, Le Monde de Nemo, Les Indestructibles, WALL-E et Là-haut. Il occupe actuellement (2010) les fonctions de directeur artistique et de chef décorateur chez Pixar.
Il meurt le 28 août 2022 à l'âge de 56 ans.

## Filmographie

### Acteur

#### Courts-métrages
- 2000 : Drôles d'oiseaux sur une ligne à haute tension
- 2001 : Rolie Polie Olie (série télévisée) : Sid Bevel (voix)

### Département animation

#### Cinéma
- 1992 : Computer Warriors
- 1992 : Les Aventures de Zak et Crysta dans la forêt de FernGully
- 1994 : Le Flic de Beverly Hills 3

#### Courts-métrages
- 1989 : The Making of Me (en)

#### Télévision
Séries télévisées
- 1987 : Histoires fantastiques

Téléfilms
- 1985 : The Pound Puppies
- 1988 : Garfield: His 9 Lives
- 1989 : Garfield's Thanksgiving

### Département artistique

#### Cinéma
- 1992 : Les Aventures de Zak et Crysta dans la forêt de FernGully
- 2001 : Monstres et Cie
- 2009 : Là-haut
- 2012 : John Carter

#### Courts-métrages
- 2011 : Vacances à Hawaï

#### Télévision
Séries télévisées
- 1990-1993 : Les Simpson

### Directeur artistique

#### Cinéma
- 1992 : Les Aventures de Zak et Crysta dans la forêt de FernGully
- 1995 : Toy Story
- 2004 : Les indestructibles

#### Télévision
- 1998-2004 : Rolie Polie Olie

### Réalisateur

#### Courts-métrages
- 2000 : Drôles d'oiseaux sur une ligne à haute tension

### Décorateur

#### Cinéma
- 2003 : Le monde de Nemo
- 2008 : Wall-E
- 2015 : Vice-versa
- 2018 : Les Indestructibles 2

### Scénariste

#### Cinéma
- 2001 : Monstres et Cie

#### Courts-métrages
- 2000 : Drôles d'oiseaux sur une ligne à haute tension